# Deutsche Zeitung und Wirtschaftszeitung
Die Deutsche Zeitung war eine deutsche Zeitung. Das Nachfolgeblatt erscheint derzeit unter dem Titel Christ und Welt regelmäßig als Beilage der Hamburger Wochenzeitung Die ZEIT.

## Geschichte
Die Zeitung wurde 1946 mit dem Titel Wirtschafts-Zeitung als Wochenblatt gegründet. Initiatoren waren frühere Redakteure der 1943 eingestellten Frankfurter Zeitung (FZ), der damals stellvertretende Chefredakteur, Erich Welter und der letzte Handelsredakteur Otto Hoffmann, die weitere frühere Redakteure der FZ wie Nikolas Benckiser, Eberhard Schulz und Jürgen Tern  in die neue Redaktion brachten. Als Lizenzträger fungierte der ehemalige Provisionsvertreter für Druckaufträge, Curt E. Schwab, dessen Bruder 1933 emigriert und als Besatzungoffizier nach Deutschland zurückgekehrt war.
Die Zeitung erschien in der Verlagsgesellschaft Curt E. Schwab GmbH, deren Gesellschafter je zur Hälfte Welter und Schwab wurden. Wenige Wochen nach der Gründung der Zeitung übernahm Schwab auch Welters Anteile, da dieser von der Amerikanischen Besatzungsbehörde als belastet eingestuft worden war. Den Vorschlag, das Unternehmen in eine Stiftung umzuwandeln und alle Redakteure am Gewinn zu beteiligen, akzeptierte Schwab nicht. Daraufhin kündigten fast alle Redakteure der früheren Frankfurter Zeitung, um mit Welter das Projekt einer überregionalen Tageszeitung für Deutschland zu verfolgen. Das führte 1949 zur Gründung der Frankfurter Allgemeinen Zeitung. Zu den Mitarbeitern der Deutschen Zeitung gehörte auch der Theater- und Filmkritiker Heinrich Satter (Sohn von Gerhart Hauptmann und Ida Orloff), der ab 1965 Buchkritiker der Frankfurter Allgemeinen Zeitung und des österreichischen Rundfunks war.
Die Wirtschafts-Zeitung wurde kurz darauf in Deutsche Zeitung mit Wirtschaftszeitung umbenannt und erschien zweimal wöchentlich. 1956 wurde Peter Härtling Redakteur des Feuilleton, er gehörte der Redaktion bis 1962 an. Von 1958 bis 1961 arbeitete Franz-Josef Neuß in der politischen Redaktion von Deutsche Zeitung und Wirtschaftszeitung in Köln, bevor er zum WDR ging. Nach 1955 sank die Auflage, worauf Schwab sie als Tageszeitung zu stabilisieren versuchte. Die Redaktion zog von Stuttgart nach Köln, wo die Zeitung ab 1959 im Verlag DuMont Schauberg gedruckt wurde. In Stuttgart blieben nur der Vertrieb und Helmut Cron als Redakteur. Schließlich wurde Schwab ausbezahlt und der Verlag als Stiftung weitergeführt.
1971 fusionierte das Blatt mit der Wochenzeitung Christ und Welt, die im Holtzbrinck-Verlag erschien und mit der Zusammenlegung von Stuttgart nach Bonn umzog. Der gemeinsame Titel war nun Deutsche Zeitung. Christ und Welt (DZ). 1980 an die Deutsche Bischofskonferenz verkauft, fusionierte die Zeitung mit der katholischen Wochenzeitung Rheinischer Merkur, deren Mitherausgeber die Bischöfe waren. Der Rheinische Merkur. Christ und Welt blieb in seiner Auflage allerdings hinter den Erwartungen zurück und musste aus Kirchensteuermitteln subventioniert werden. Im Jahr 2010 verkauft, erscheint das Blatt derzeit unter dem Titel Christ und Welt als Beilage der Wochenzeitung Die ZEIT.